# C/2012 S1 (ISON)
Комета C/2012 S1 (ISON) — довгоперіодична навколосонячна комета, відкрита 21 вересня 2012 року. Максимальної яскравості комета досягла під час перигелію 28 листопада 2013 року; за оцінкою яскравість становила 1m. Комета розпалася за кілька годин до моменту перигелію, на відстані 5.2 Rsun.

## Відкриття та назва
Комета була відкрита 21 вересня 2012 любителями астрономії Віталієм Нєвскім (Вітебськ, Білорусь) та Артемом Новічонком (Петрозаводськ, Росія). Відкриття було зроблено за допомогою 40-см рефлектора зі світлосилою f/3 + ПЗЗ, встановленого на обсерваторії проєкту ISON (англ. International Scientific Optical Network, Міжнародна наукова оптична мережа) біля Кисловодська, Росія (код Центру малих планет «D00») і програми автоматизованого відкриття астероїдів і комет CoLiTec, що розроблена групою українських програмістів з Харкова та Криму.
На момент відкриття комета мала 18 зоряну величину і володіла комою діаметром 10 кутових секунд, що відповідає 50 тис. км на відстані в 6,75 а. о. Найбільш ймовірний діаметр ядра комети становить 3 км. Згодом зображення комети були виявлені на більш ранніх знімках обсерваторій Маунт-Леммон (отриманих 28 грудня 2011 року) і Pan-STARRS (отриманих 28 січня 2012 року), що дало змогу значно уточнити орбіту комети. 24 вересня був опублікований циркуляр Центру малих планет з першими достовірними орбітальними даними нової комети.
Ім'я комети просто «C/2012 S1», приставка «(ISON)» означає лише організацію, де було здійснене відкриття — обсерваторію проєкту ISON. Якби організація виявила схожу комету наступного дня, її б слід було назвати «C/2012 S2 (ISON)». Незважаючи на це, деякі медіаресурси розцінили приставку як кодове ім'я самої комети — «Ison».

## Орбіта та характеристики

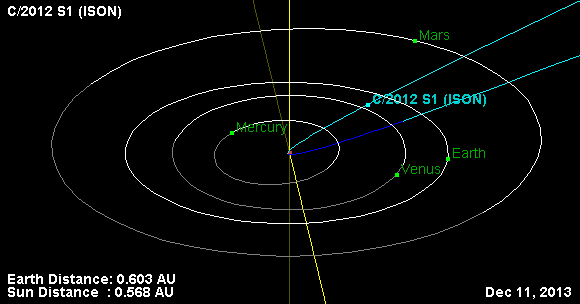
Позиція комети на орбіті 11 грудня 2013 після перигелію.

Комета C/2012 S1 (ISON) досягла свого перигелію (найбільшого зближення із Сонцем) 28 листопада 2013 року на відстані в 0,012 а. о. (1,8 млн км) від центра світила. Враховуючи той факт, що радіус Сонця становить 695 500 км, комета мала пролетіти приблизно в 1,1 млн км від сонячної поверхні. Орбіта комети близька до параболічної, що може вказувати на походження небесного тіла із Хмари Оорта.
Космічний зонд НАСА Deep Impact, який 17—18 січня 2013 року спостерігав за кометою на рекордній для себе відстані в 793 млн км, показав, що хвіст комети на цей час становив понад 64 000 км.
1 жовтня 2013 року комета наблизилася до Марса на 0,072 а. о., а 26 грудня 2013 року — мала наблизитися до Землі на відстані 0,43 а. о. Деякі орбітальні елементи комети подібні до таких Великої комети 1680 року: це є ознакою того, що ці дві комети є фрагментами одного небесного тіла. Земля, як очікувалося, мала пройти орбітою комети 14—15 січня 2014 року, існують шанси утворення метеоритного дощу. Проте 28 листопада 2013 року під час свого перигелію, комета розпалася.

## Видимість

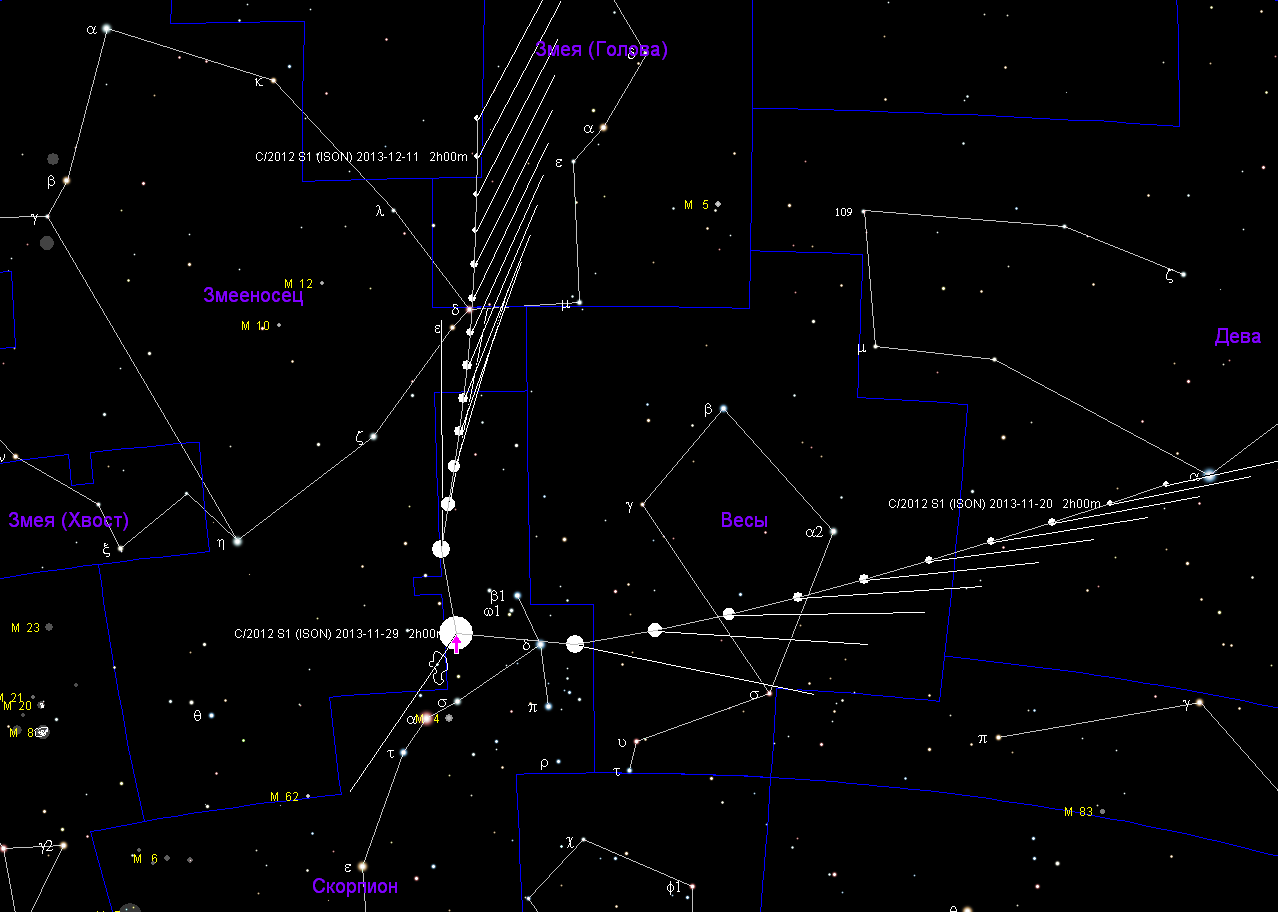
Шлях комети на зоряному небі із 19 листопада по 12 грудня 2013 року.

На час відкриття, комета мала зоряну величину близько 18,8, що недоступно для спостереження неозброєним оком, але достатньо для любителів із великими телескопами. Як і в інших комет, яскравість C/2012 S1 поступово наростатиме під час наближення до Сонця і поступово згасатиме після витку навколо світила на шляху до віддалених районів Сонячної системи. Починаючи із серпня 2013 року, комету можна було побачити через невеликі телескопи або біноклі. У кінці жовтня чи на початку листопада 2013 року C/2012 S1 стала видимою і для неозброєного ока і мала залишатися такою до середини січня 2014 року.
У жовтні комета пройшла сузір'я Лева, біля його найяскравішої зорі Регул, потім пролетіла біля Марса в нічному небі, і ці яскравіші об'єкти могли допомогти легше відшукати комету. Наприкінці листопада комета досягла свого перигелію і стала надзвичайно яскравим об'єктом на небі. Якби C/2012 S1 залишилася неушкодженою, то на короткий час, можливо, мала стати яскравішою за повний Місяць. Під час максимального наближення до Сонця комету можна було розгледіти і вдень, хоча елонгація в 1° утруднить спостереження. При віддаленні від Сонця комета мала тьмяніти, і в грудні 2013 року мала бути видною з обох півкуль Землі, можливо, з довгим хвостом. Проте 28 листопада 2013 року комета розпалася.
Передбачити яскравість комети важко, особливо для таких, які проходять близько до Сонця через інтенсивність сонячного випромінювання та невизначеність складу C/2012 S1 (ISON). Якщо комета вперше влітає у внутрішню область Сонячної системи з хмари Оорта, то летючі речовини її льодяного ядра ще не були потривожені і ніколи не піддавалися серйозному впливу (тепловому і гравітаційному), із чого випливає велика невизначеність поведінки ядра поблизу Сонця. Якщо речовина виявиться крихкою, ядро може зруйнуватися задовго до перигелію.
Комети Когоутека та C/1999 S4 не виправдали очікувань астрономів, але якщо C/2012 S1 (ISON) вціліє, то вона може бути схожою та Велику комету 1680 року, Велику комету 2007 року чи комету C/2011 W3 (Лавджоя). Найяскравішою кометою із 1935 року була комета Ікея — Секі в 1965 році із зоряною величиною −10.

## Наукові результати
За даними кометних спостережень, використовуючи радіотелескоп Великий міліметровий радіотелескоп Атаками (ALMA) був виміряний детальний розподіл HCN, HNC, Н2СО і пилу всередині кометної коми С/2012 S1 (ISON), коли комета перебувала на відстані 0,54 а. о. від Сонця. HCN виходить приблизно з ядра з переважно сферично-симетричним просторовим розподілом й однорідним витоком. Витік HNC масивний і асиметричний і передбачає джерело, розташоване в комі. Масштабна довжина передбачуваних Н2СО батьківських частинок виявилась порядку кількох сотень кілометрів. Опалення та фотоліз вогнетривких матеріалів, як-от пилові частинки, полімерів та інших макромолекул і їх подальша фрагментація на відстанях 100—10 000 км від ядра є найпереконливішою гіпотезою про походження спостережуваних Н2СО і HNC. Комета показала компактний, сильно загострений субміліметровий континуум і додаткову, слабшу хвостоподібну структуру, направлену протилежно напрямку руху комети («пиловий слід»). Кометна субміліметрова емісія завдячує найімовірніше великим, ≥1 мм пиловим частинкам.
Результати вчених з України та Білорусі, яким була надана допомога групами метеорних спостережень у всьому світі, підтвердили, що частинки пилу комети ISON, які, ймовірно, утворилися в перигелії, увійшли в атмосферу Землі, як метеорні частинки. 43 метеорні події були записані після аналізу 54 000 зображень з 10—17 січня 2014 року.

## Галерея

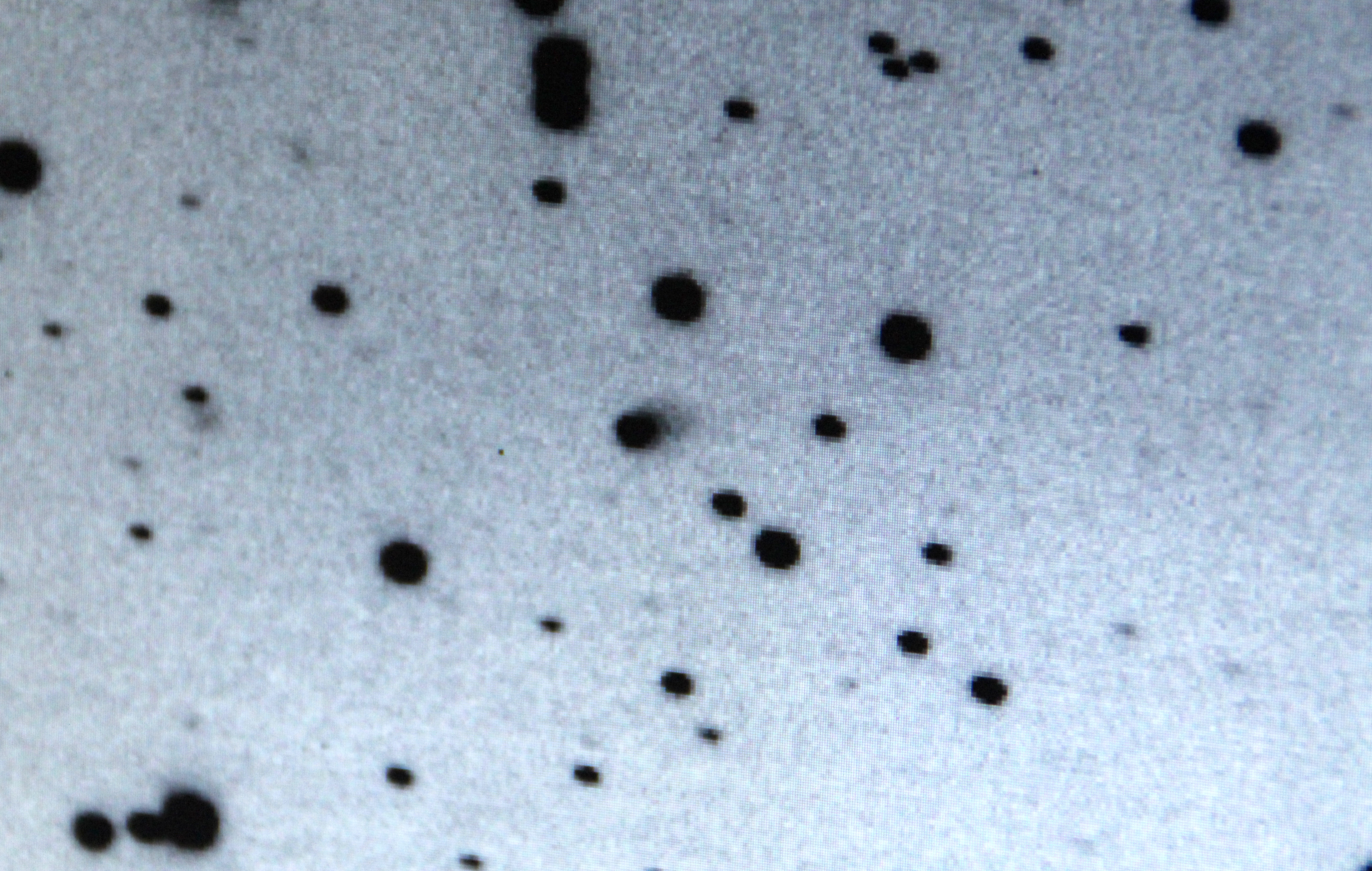
Зображення комети C/2012 S1, отримане на Mirasteilas Observatory, 18.02.2013
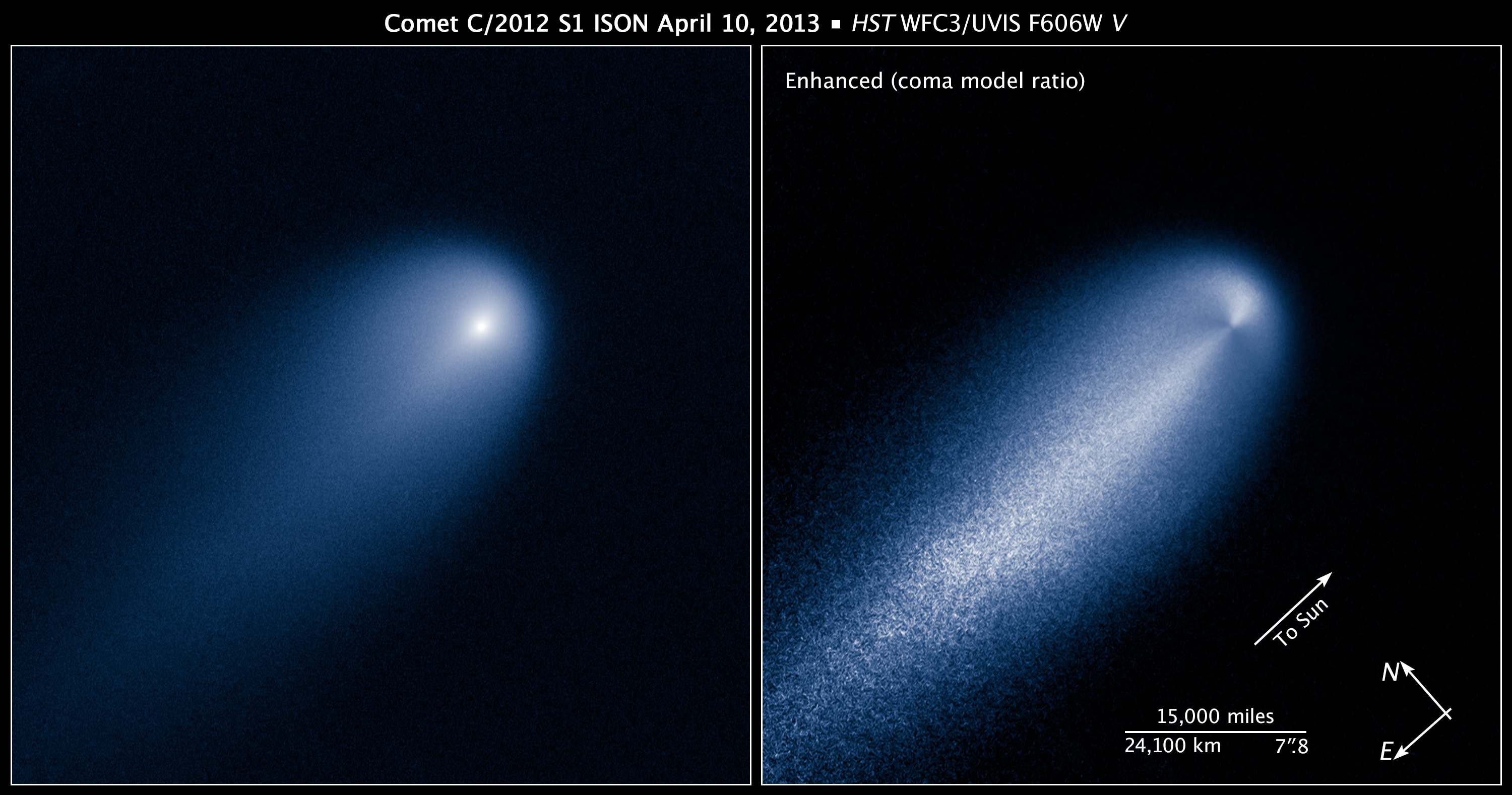
Зображення комети C/2012 S1, отримане за допомогою телескопа Хаббла, 10.04.2013
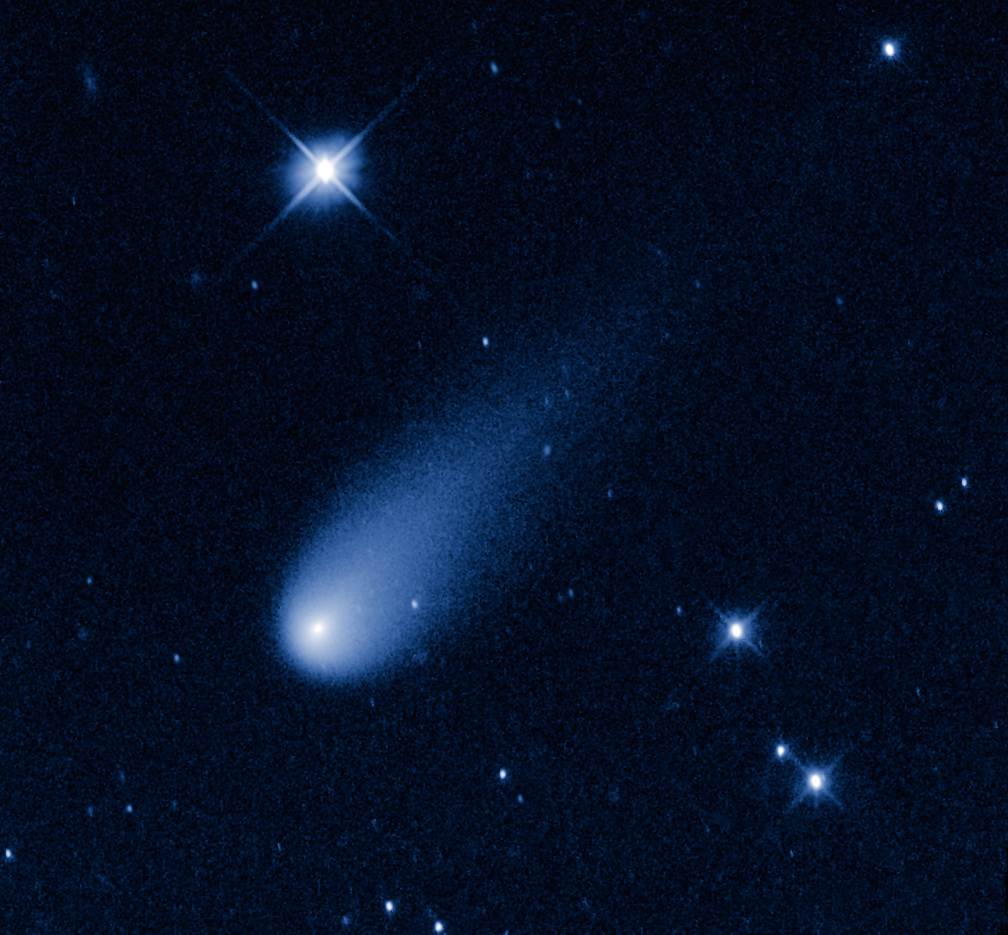
Зображення комети C/2012 S1, отримане за допомогою телескопа Хаббла, 08.05.2013
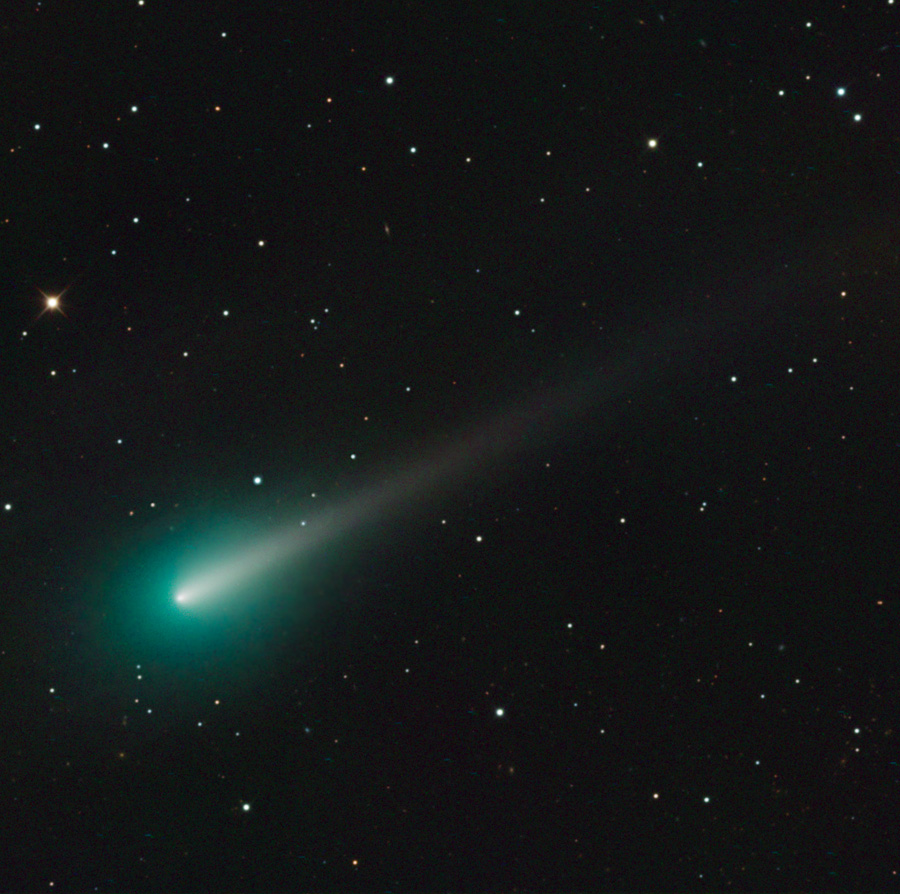
Зображення комети C/2012 S1, отримане в Mount Lemmon SkyCenter за допомогою 0,8 м телескопа, 08.10.2013
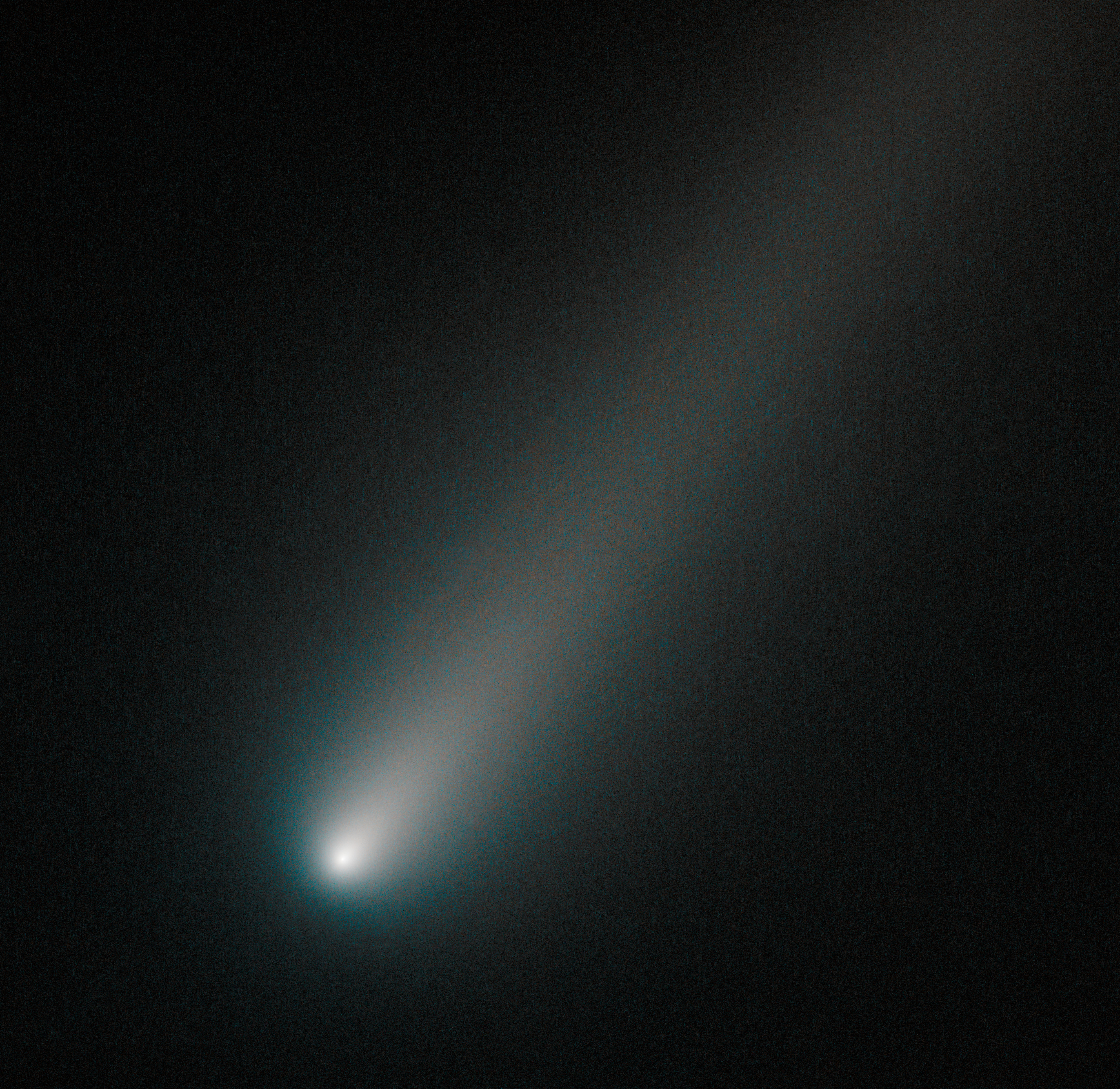
Зображення комети C/2012 S1, отримане за допомогою телескопа Хаббла, 09.10.2013
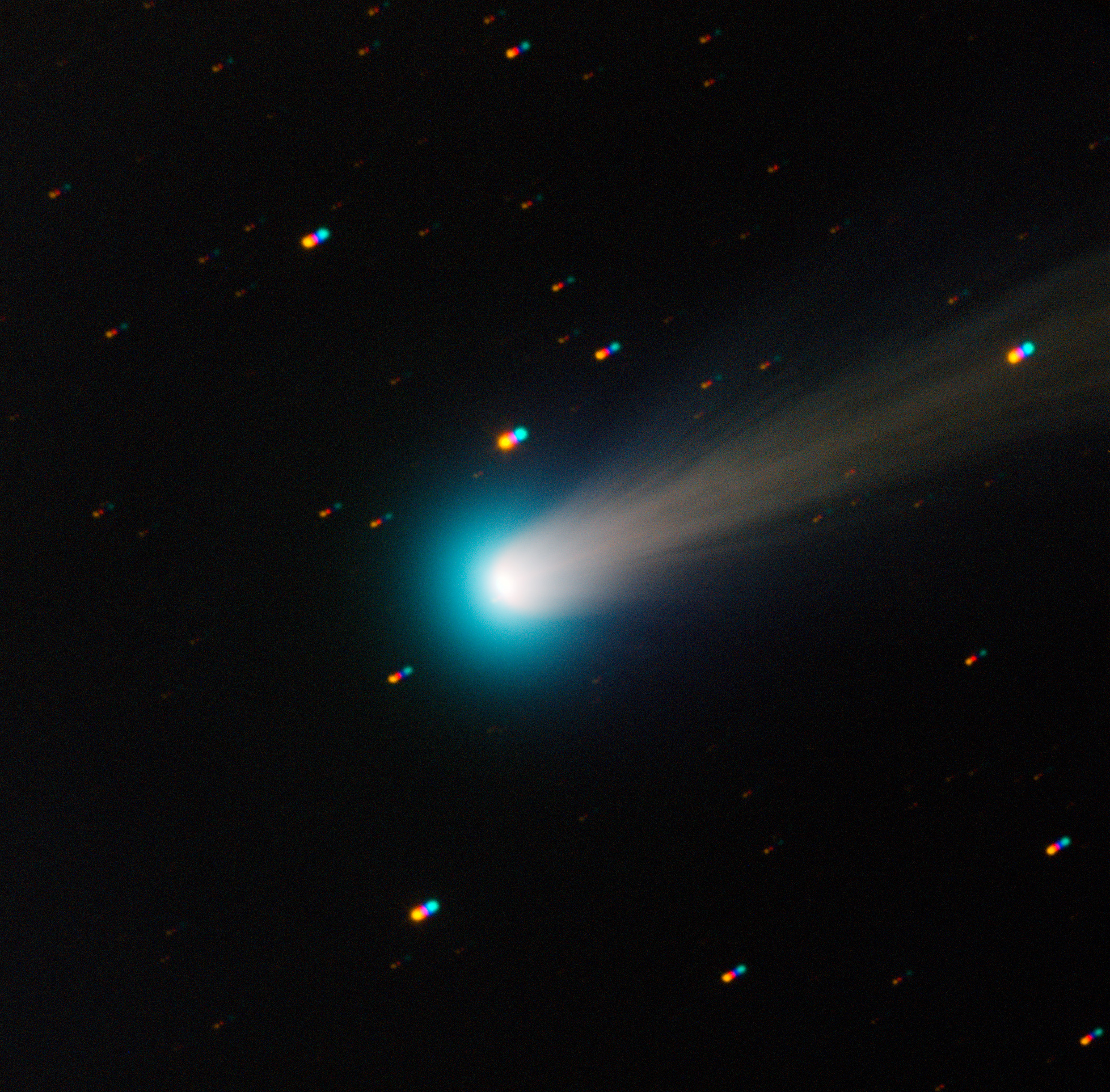
Зображення комети отримане за допомогою телескопа TRAPPIST 15.11.2013
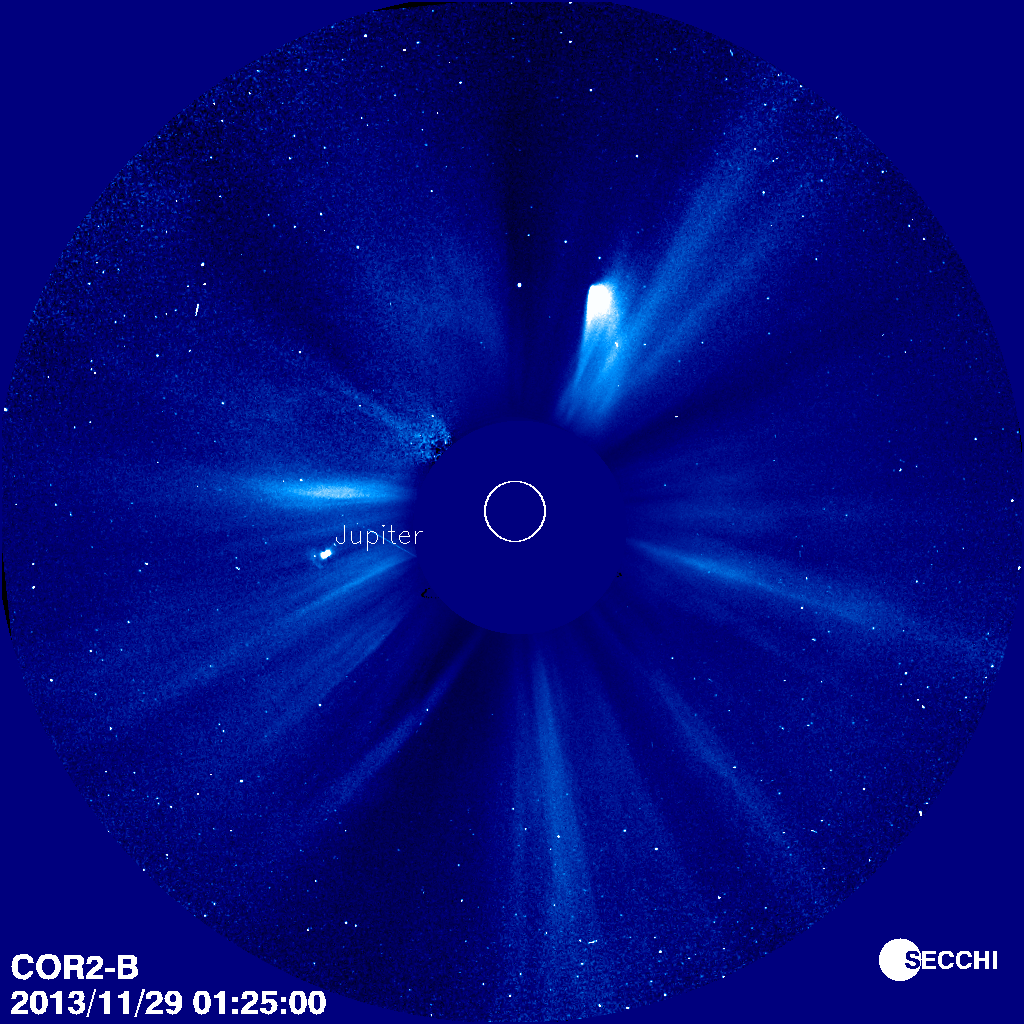
Зображення комети отримане STEREO-B через 7 годин після перигелію, 29.11.2013